# Flowlearning
Flowlearning (englisch „Fließendes Lernen“) bezeichnet in der Personalentwicklung ein Grundprinzip für motivierendes, systematisches und selbstbestimmtes Lernen, um erforderliche Kompetenzen in angemessenen Wechselschritten von Zielen/Anforderungen und Entwicklung nachhaltig zu verbessern. Das Prinzip folgt der Flow-Theorie von Mihály Csíkszentmihályi. Demnach kann Lernen gezielt so gesteuert werden, dass zwischen Überforderung (Angst) und Unterforderung (Langeweile) ein Korridor entsteht, in dem der absichtliche, zielorientierte Erwerb von geistigen, körperlichen und sozialen Kenntnissen, Fähigkeiten und Fertigkeiten im Idealfall als beglückend, zumindest aber als motivierend für die berufliche Tätigkeit und das weitere Erlernen von Kompetenzen erlebt wird.

## Abgrenzung von der Naturpädagogik
Flowlearning in der Personalentwicklung grenzt sich damit ab vom naturpädagogischen Flow-Learning-Konzept von Joseph Cornell. Der US-amerikanische Naturpädagoge beschreibt, wie Menschen mittels intensiver und harmonischer Naturerfahrung eine respektvolle und wertschätzende Beziehung zu ihrer natürlichen Umwelt aufbauen können. Das Konzept besteht aus vier verschiedenen Stufen, die aufeinander aufbauen und fließend ineinander übergehen: 
1. Begeisterung wecken;
2. konzentriert wahrnehmen;
3. unmittelbare Erfahrung;
4. andere an deinen Erfahrungen teilhaben lassen.

Dieses Lernen im natürlichen Fluss macht es den Teilnehmern naturerlebnisorientierter Gruppenarbeit einfacher, sich aufmerksam und konzentriert in der Natur zu bewegen, so dass sie entspannt und bewusst die Schönheit der Natur erleben und erfahren können.

## Systematische Lernarchitektur
Das Flowlearning-Prinzip in der Personalentwicklung setzt auf eine systematische Lernarchitektur für die gezielte, spielerische Entwicklung von Gewohnheiten als Erfolgsroutinen in einem speziellen Umfeld. Das Prinzip ist gekennzeichnet von einem ganzheitlichen, neuropsychologisch basierten Lernprozess mit folgenden Charakteristika:
- Integration von sogenannten on-, near- und off-the-job-Methoden mit dem Schwerpunkt auf Training-on-the-job (angestrebt wird ein Verhältnis in Prozent des Methodeneinsatzes von 70-20-10)
- schlüssiges Agieren aller Stakeholder, d. h. Personalabteilung, Führungskräfte, Kollegen und Trainer/Coach
- multimediale Angebote für alle Lerndimensionen, -präferenzen und -anforderungen
- präzise, akzeptierte Personaldiagnostik für den individuellen Bedarf
- konzeptionelle Durchgängigkeit von Diagnostik und Entwicklung
- Selbstbestimmtheit von Zielen, Prioritäten, Maßnahmen, Intensität und Geschwindigkeit
- spielerisches Jeden-Tag-Besserwerden durch kleine Lernimpulse und Übungseinheiten in unterschiedlichen Situationen und mit unterschiedlichen Akteuren anstelle oft demotivierender großer Lernanstrengungen
- direkte Rückmeldungen zu schrittweisen Entwicklungsmaßnahmen
- schrittweises Wachsen mit den Anforderungen vom Wissen zum erfolgreichen Machen, vom Einsteiger bis zum Profi, für wechselnde Ziele und alle Hierarchieebenen bzw. Karrierestufen.

## Organisatorische Rahmenbedingungen
Ein entscheidender Hebel für den Erfolg des Flowlearning-Prinzips sind dabei die Bereitschaft und das schlüssige Zusammenspiel der Stakeholder im Sinne einer Kultur der lernenden Organisation nach Peter Senge. Csikszentmihalyi beschreibt die Vorbedingungen wie folgt: „Ohne Engagement von seiten der Unternehmensspitze lässt sich eine flow-förderliche Umgebung unmöglich schaffen (…) Aber wenn es uns um persönliches Wachstum und um Glückserfahrungen zu tun ist, nicht um ,business as usual‘, dann sollten wir uns überlegen, wie wir die üblichen langweiligen und von Zwängen geprägten Jobs in flow-förderliche Tätigkeiten verwandeln können.“
In seiner weiteren Argumentation führt Csikszentmihalyi aus: „Was kann ein Manager tun, um die Flexibilität auf dem Feld der Leistungsziele zu fördern? Wie überall sonst ist es auch hier das Beste, den Mitarbeitern das Learning by Doing zu ermöglichen, das Lernen anhand des praktischen Tuns und damit gegebenenfalls auch das Lernen aus Fehlern.“ Hier zeigt sich, dass die Organisation zwar den Rahmen für das Lernen schafft, die Bezeichnung lernende Organisation aber irreführend sein kann: Nicht Organisationen lernen, sondern Menschen innerhalb der Organisationen als ihr sozialer Wirklichkeitskontext. Das macht „Lernen“ zu einer neuen, bislang noch nicht genügend erkannten oder gar umgesetzten Disziplin des strategischen HR-Managements, zu einem Erfolgsfaktor für Change-Management und Organisationsentwicklung und letztlich zum nachhaltigen Wettbewerbsfaktor der Strategischen Unternehmensführung.

## Nutzen in der Personalentwicklung
Mit einem systematischen Lernsystem nach dem Flowlearning-Prinzip ließen sich in Unternehmen bis zu 75 Prozent des Budgets für Trainingsmaßnahmen einsparen, behauptet Henrik Meyer-Hoeven, Professor für Organisation und Personal an der HSBA Hamburg School of Business Administration. In seiner Antrittsvorlesung führte er aus: „Die meisten Trainings sind zwecklos. Denn nur selten erzielen Mitarbeiter bessere Leistungen, wenn sie von einem Seminar zurückkehren. (…) Nur wenn neue Kompetenzen on-the-Job erlernt und eingeübt werden, kommt es zu spürbaren Ergebnissteigerungen. Dabei geht es um das integrierte Management aller Stakeholder für Lernen in kleinen Schritten, die in Tempo, Medien und Inhalten vom Lerner selbstbestimmt gesteuert werden. Dieser Ansatz ist Flowlearning.“ Wenn es Personalabteilungen gelänge, für ihre Mitarbeiter entsprechende Lernsysteme zu entwickeln, würden sie nachhaltig zum Erfolg des Unternehmens beitragen, Akzeptanz der Linienmanager gewinnen und einen Return-on-Investment-Effekt erzielen.